# سرطانة الغدة المفترزة

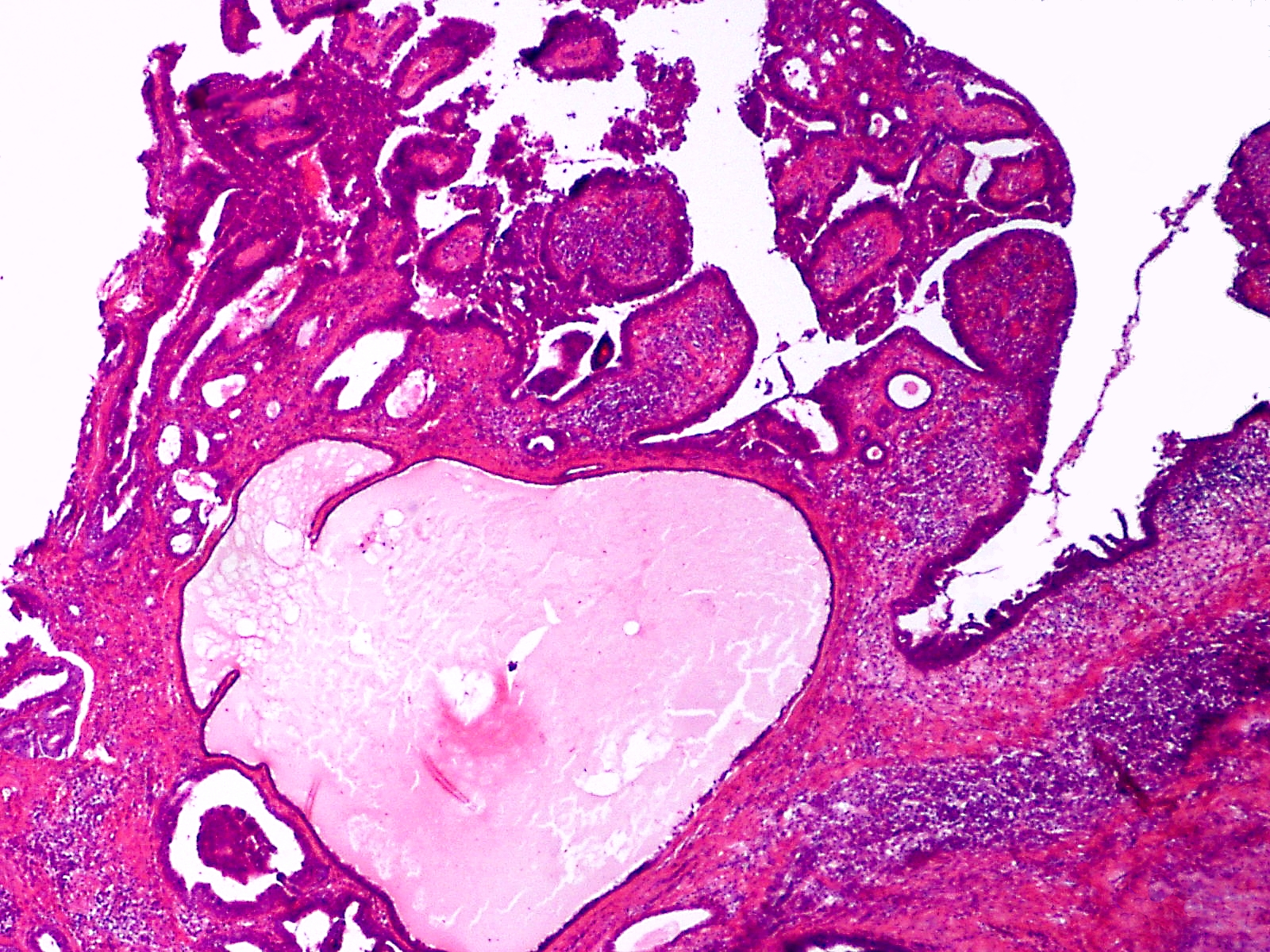
النوع الحليمي من سرطانة الغدة المفترزة

سرطانة الغدة المفترزة (بالإنجليزية: Apocrine gland carcinoma)‏ هي حالة جلدية تتميّز بوجود آفة جلدية تتكوّن في منطقة الإبط والمنطقة الشرجيّة التناسلية.:670
تعد سرطانة الغدد المفترزة نوعًا نادرًا جدًا من سرطان الثدي عند النساء. يتراوح معدل الإصابة من 0.5 إلى 4٪ تقريباً. من الناحية الخلوية تكون خلايا سرطان الغدد المفترزة كبيرة نسبيًا، وحبيبية، ولها سيتوبلازم يوزيني بارز. عندما يتم اختبار سرطان الغدد المفترزة على أنه «ثلاثي السلبية»، فهذا يعني أن خلايا المريض لا يمكنها التعبير عن مستقبلات هرمون الاستروجين أو مستقبلات البروجسترون أو مستقبلات مستقبل عامل نمو البشري الثاني.